# Agustín Alcalá y Henke
Agustín Alcalá y Henke (Alcalá de Guadaíra, 7 de junio de 1892-Alcalá de Guadaíra, 17 de julio de 1936) fue un industrial, abogado, historiador, político y filántropo español.

## Biografía

### Formación
Agustín Alcalá y Henke nació en Alcalá de Guadaíra, Sevilla, en 1892. Tras estudiar en el colegio de los Jesuitas de El Puerto de Santa María, se graduó como bachiller en el Instituto Padre Luis Coloma de Jerez de la Frontera en 1908. Durante el año académico 1909-1910 estudió en Salamanca el curso preparatorio para ingresar en la Facultad de Derecho. Realizó la carrera de Derecho en cuatro años en la Universidad de Sevilla, consiguiendo matrícula de honor en la mayoría de las asignaturas. En julio de 1914, a los 22 años, consiguió licenciarse. Desde entonces se dedicó a elaborar su tesis doctoral, que fue leída el 24 de noviembre de 1915, obteniendo la calificación de sobresaliente. La tesis, titulada La esclavitud de los negros en la América española, es un estudio jurídico de los esclavos negros de Hispanoamérica. Su objetivo principal era demostrar que el trato dispensado por los españoles a los esclavos negros fue mucho menos duro que el del resto de los países europeos.

### Actividad empresarial
Agustín Alcalá fue uno de los principales artífices de la expansión de la industria del aderezo de aceituna de Alcalá de Guadaíra durante las décadas de 1920 y 1930. Fue uno de los fundadores de la empresa García, Alcalá y Cía. Por todo ello, llegó a ostentar la presidencia del Grupo de Exportadores de Aceitunas. Con el objetivo de abrir el mercado estadounidense a las conservas vegetales sevillanas, emprendió un viaje de negocios a Nueva York que tendría gran importancia.

### Compromiso religioso
Tuvo un gran protagonismo en los círculos católicos alcalareños, siendo protector de las Conferencias de San Vicente de Paúl y miembro de varias hermandades. Estuvo vinculado a las cofradías de Jesús, del Santo Entierro, de la Virgen del Águila y, sobre todo, a la Hermandad Sacramental de la parroquia de San Sebastián de Alcalá de Guadaíra, de la que llegó a ser hermano mayor. Su sólida fe cristiana le llevó a asistir a diario a misa y a socorrer constantemente a los más necesitados. 70 años después de morir, todavía se le conocía en su ciudad natal como el padre de los pobres.

### Trayectoria política

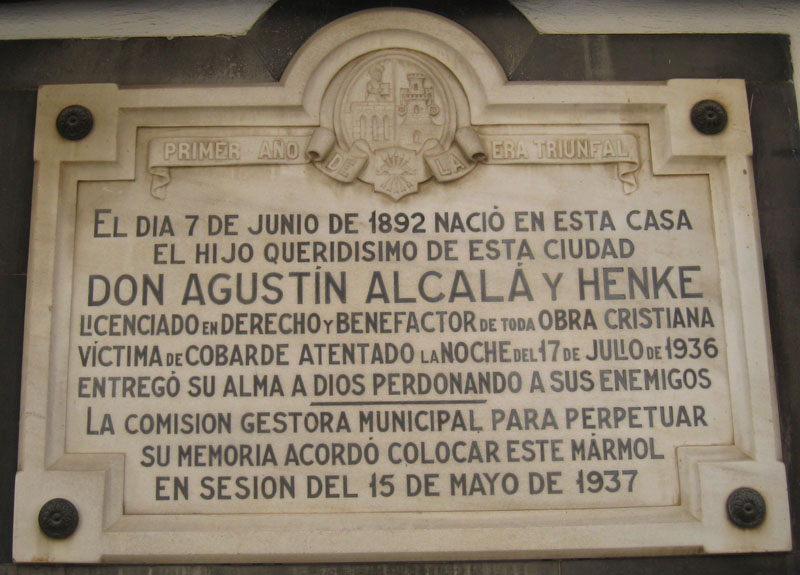
Placa en la fachada de la casa donde nació colocada por el Ayuntamiento nombrado por el bando sublevado en la que se destaca que fue "víctima de cobarde atentado"

Su vocación política le venía por tradición familiar. Su padre, Antonio Alcalá y Orti (1852-1936), presidió la agrupación local del Partido Conservador y fue alcalde de Alcalá de Guadaíra entre 1904 y 1920. La actitud política de ambos estuvo dirigida por dos encíclicas del papa León XIII: Cum multa, en la que se aconsejaba a los católicos que no formasen partidos propios, sino que se uniesen a los más afines de los ya existentes, y Rerum novarum, en la que se abordó la doctrina social de la Iglesia. Padre e hijo encarnaron en Alcalá una vía intermedia entre el catolicismo y el liberalismo. Podrían ser, un antecedente de lo que se conoce como democracia cristiana. La faceta política de Agustín Alcalá se manifestó de forma definitiva por primera vez durante la Dictadura de Primo de Rivera, al oponerse a la política de endeudamiento emprendida por el gobierno municipal de su ciudad. A la caída del dictador, formó parte de la corporación municipal alcalareña como primer teniente de alcalde. Su compromiso con el cargo le llevó a viajar a Madrid para solucionar diversos problemas de la industria panadera local.
En las elecciones municipales del 12 de abril de 1931 encabezó la candidatura conservadora, que obtuvo 14 de los 20 concejales —la Unión Monárquica Nacional y los republicanos lograron 2 y 4 concejales respectivamente—. Sin embargo, no llegó a tomar posesión de su cargo, puesto que los resultados electorales fueron anulados tras la proclamación de la República, con el argumento de que los monárquicos habían ganado haciendo uso de los mecanismos caciquiles habituales. Realmente no existe ningún documento ni testimonio que permita suponer que el proceso electoral no fuese limpio. La victoria monárquica podría explicarse por la existencia de una amplia base social en Alcalá favorable al centroderecha —no en vano, la CEDA obtuvo en Alcalá de Guadaíra una amplia victoria electoral en 1933—, por el prestigio de Agustín Alcalá y por ser la mayoría de los candidatos republicanos personas poco conocidas por los alcalareños —algunos de ellos hacía poco tiempo que vivían en la localidad—. Agustín Alcalá, al igual que otros miembros destacados de la derecha local, se sintió excluido por el nuevo régimen republicano, manteniéndose al principio al margen. Sin embargo, la pasividad de las autoridades republicanas ante la quema de edificios religiosos y la política laicista de la República le impulsaron a apoyar en las elecciones legislativas de 1933 a la CEDA. Su apoyo fue vital para que los diputados de las derechas obtuvieran en Alcalá más del 70% de los votos.

### Asesinato
Paul Preston afirma que Alcalá y Henke, «un hombre moderado y un católico con preocupaciones sociales», mantenía una antigua rivalidad con algunos derechistas de Alcalá de Guadaira y con empresarios que lo criticaron por haber defendido las peticiones de los huelguistas en la industria olivarera. Fue asesinado por un desconocido el 17 de julio de 1936, un día antes del golpe de Estado de julio de 1936 que dio inicio a la guerra civil española. El bando sublevado lo puso en la lista de los crímenes cometidos durante los cuatro días de «dominación roja» que vivió Alcalá de Guadaira antes de ser ocupada por la columna rebelde bajo las órdenes del comandante Antonio Castejón Espinosa. Sus restos mortales fueron enterrados en el Sagrario de la Parroquia de San Sebastián de Alcalá de Guadaíra.

## Obra
- La esclavitud de los negros en la América española (Ph.D.). Madrid: Imprenta de Juan Pueyo. 1919. OCLC 914912139.